# Johann Nepomuk Ehrlich

Johann Nepomuk Ehrlich, Lithographie von Eduard Kaiser, 1846

Johann Nepomuk Ehrlich (* 21. Februar 1810 in Wien; † 23. Oktober 1864) war ein katholischer österreichischer Philosoph und Theologe.
Ehrlich tritt 1827 den Piaristen bei. Er studierte 1828–29 Philosophie in Krems und 1829–34 Philosophie und Theologie in Wien. Er war beeinflusst von Günther. 1834 wurde er ordiniert. Seit 1836 unterrichtete er Philosophie, Geschichte und Literatur an einem Gymnasium in Krems. 1850 wurde er in Tübingen promoviert, dann Professor für Moraltheologie in Graz. Er wechselte schon nach zwei Jahren nach Prag auf eine Professur für Moraltheologie. 1856 erhält er dann den ersten Lehrstuhl für Fundamentaltheologie.

## Werke
- Leitfaden der Metaphysik, 1841
- Metaphysik als rationale Ontologie, 1841
- Lehre von der Bestimmung der Menschen als rationale Teleologie, 2 Bde., 1842 und 1845.
- Das Christentum und die Religionen des Morgenlandes, 1843
- Die neuesten Vorschläge zur Reform der philosophische Ethik, 1847
- Briefe eines Piaristen an seine Ordensbrüder in den K. K. österreichischen Staaten, 1848
- Über das christlichen Prinzip der Gesellschaft, 1856
- Fundamentaltheologie, 1859–1862.
- Apologetische Ergänzungen zur Fundamentaltheologie, 2 Bde., 1863 und 1864
- Lehrbuch der Logik für Gymnasien, 1863
- Lehrbuch der empirischen Psychologie, 1864
- Der Buddhismus und das Christenthum, 1864, Online